# Adrian Sitaru
Adrian Sitaru, né le 4 novembre 1971 à Deva,  est un réalisateur et scénariste roumain.
Il est l'auteur de plusieurs longs métrages ainsi que de nombreux courts métrages dont le plus connu, Vagues (2007), a obtenu de nombreux prix.

## Biographie
Adrian Sitaru a collaboré avec Costa-Gavras à la réalisation de Amen. (2002).
Son premier long métrage, Pescuit sportiv (sorti en France sous le titre Picnic), pour lequel il a écrit le scénario et réalisé la mise en scène, a été sélectionné dans les festivals de Toronto, Palm Springs, ainsi qu'en compétition officielle du festival Premiers Plans d'Angers, édition 2009. Il a reçu l'Alexandre d'argent au festival international du film de Thessalonique 2008.
En 2010 son nouveau court métrage Colivia en français : « La Cage » a emporté le prix du Service allemand des échanges académiques (DAAD), au festival international de film de Berlin (Berlinale). La pellicule fait partie d'un projet de long métrage.
En 2016, son film  Illégitime, traitant de l'inceste et de l'avortement, est présenté à la Berlinale 2016, et son film Fixeur est présenté au festival international du film de Toronto dans la section Cinéma contemporain, ainsi qu'au festival des Arcs dont il remporte le Grand Prix. Ce film est sorti en DVD en France en 2017 et présenté à la semaine du cinéma roumain de l'institut culturel roumain de Paris en décembre 2017.

## Filmographie

### Courts métrages
- 2007 : Vagues (Valuri)
- 2010 : Colivia
- 2011 : Lord
- 2012 : Chefu
- 2014 : Counterpart
- 2014 : Excursie
- 2014 : Artă

### Longs métrages
- 2008 : Picnic (Pescuit sportiv)
- 2011 : Din dragoste cu cele mai bune intenții
- 2012 : Domestic
- 2016 : Illégitime (Ilegitim)
- 2016 : Fixeur

## Récompenses et distinctions
- Festival international du film francophone de Namur 2016 : Bayard d’Or du meilleur scénario pour Illégitime